# Gare de Syracuse (Italie)
Pour l’article homonyme, voir Gare de Syracuse.
La  gare de Syracuse (Stazione di Siracusa) est une gare ferroviaire d’Italie située à Syracuse en Sicile.

## Histoire
La gare est inaugurée le 19 janvier 1871.

## Service des voyageurs

### Accueil
La gare propose plusieurs services aux voyageurs tels que des guichets automatiques, une salle d’attente, un point d’information touristique, des toilettes, un poste de police ferroviaire, des restaurants et une station de taxi.

### Desserte
Plusieurs lignes sont desservies par la gare de Syracuse :
- Messine - Catane - Syracuse
- Syracuse - Gela - Canicatti